# Company Raj
Con il termine di Raj della Compagnia o Company Raj si indica l'insieme di domini diretti e protettorati che il Regno Unito accumulò e organizzò nel subcontinente indiano attraverso la Compagnia britannica delle Indie Orientali nella prima fase del colonialismo britannico in India.

## Storia
Il colonialismo britannico in India ebbe inizio nel 1757 quando, dopo la Battaglia di Plassey il Nawwāb del Bengala si arrese e consegnò i suoi domini alla Compagnia delle Indie Orientali. A partire dal 1765 alla Compagnia fu garantito il diritto di raccogliere imposte nell'area del Bengala e del Bihar, e nel 1772 la capitale di questi nuovi domini venne posta a Calcutta e venne nominato il primo Governatore Generale nella persona di Warren Hastings. Il governo della Compagnia perdurò sino al 1858 quando, dopo i Moti indiani del 1857 il governo britannico decise di assumere direttamente il controllo e l'amministrazione dell'India con la costituzione del British Raj.

## Espansione e territorio
La Compagnia inglese delle Indie Orientali fu fondata nel 1600 col nome di The Company of Merchants of London Trading into the East Indies. Essa approdò per la prima volta in India nel 1612 dopo che l'Imperatore mughal Jahangir gli ebbe garantito il diritto di fondare sul suolo indiano una struttura con annesso porto commerciale presso Surat sulla costa occidentale. Nel 1640, dopo aver ricevuto un permesso simile dall'Imperatore Vijayanagara, fu fondata una seconda struttura a Madras nella costa sud-orientale. L'isola di Bombay, non lontana da Surat e già possedimento portoghese, venne portata in dote al Regno d'Inghilterra dopo il matrimonio tra Caterina di Braganza e Carlo II d'Inghilterra e concessa poi alla Compagnia nel 1668. Vent'anni dopo, la Compagnia stabilì una nuova struttura a Calcutta presso il fiume Gange. Nello stesso tempo altre compagnie vennero fondate da parte di altri Stati europei interessati al colonialismo come Portogallo, Paesi Bassi, Francia e Danimarca.
La Compagnia aveva de facto il controllo diretto su diverse regioni dell'India, ma tali domini non furono ufficialmente indipendenti dall'Impero indiano sino alla vittoria di Robert Clive nel 1757 nella Battaglia di Plassey. Un'altra vittoria importante fu quella del 1764 nella Battaglia di Buxar (nel Bihar), che consolidò il potere della compagnia e forzò l'imperatore Shah 'Alam II a nominare diwan delle regioni del Bengala, del Bihar e di Orissa un rappresentante della compagnia. In questo modo la Compagnia divenne la reggente dell'area gangetica, intensificando la propria influenza a Bombay e Madras. Le Guerre anglo-mysore (1766–1799) e le Guerre anglo-maratha (1772–1818) consentirono alla Compagnia di prendere il controllo di tutto il sud dell'India.
La proliferazione dei territori della Compagnia ebbe due risvolti: il primo consisteva nell'acquisire territori degli Stati indigeni e porli sotto il proprio diretto controllo. Così fu per le regioni del Rohilkhand, di Gorakhpur, del Doab (1801), di Delhi (1803) e del Sindh (1843). Punjab, Province nord-occidentali e Kashmir furono annessi solo dopo la Seconda guerra anglo-sikh del 1849, mentre il Kashmir fu immediatamente venduto, secondo i termini dettati dal Trattato di Amritsar del 1846, alla dinastia Dogra di Jammu, e divenne così uno Stato principesco indipendente. Nel 1854 la provincia di Berar fu annessa ai domini della Compagnia e lo Stato di Awadh (Oudh per i Britannici) ebbe eguale sorte due anni più tardi.
La seconda forma di acquisizione del potere da parte della Compagnia era essenzialmente dovuta ad una grande autonomia interna. Dal momento che la Compagnia era sostenitrice innanzitutto di operazioni finanziarie, essa poteva contare su propri finanziamenti che le "imponevano" di stabilire un certo controllo sulle aree produttive. Fondamentali furono in questo senso gli accordi trovati con i diversi principi indigeni i quali - qualora avessero voluto entrare in relazione con la compagnia per esportare i propri prodotti con rendite moltiplicate dal grande commercio britannico - dovevano concedere diritti "politici" alla Compagnia su determinate aree produttive. In cambio, la Compagnia proponeva anche la difesa militare del territorio stesso, nel rispetto delle tradizioni locali. Tra gli Stati con cui la compagnia strinse patti di alleanza ricordiamo: Cochin (1791), Jaipur (1794), Travancore (1795), Hyderābād (1798), Mysore (1799), Stati collinari del Sutlej meridionale (1815), Agenzia dell'India Centrale (1819), Kutch e Gujarat Gaikwad (1819), Rajputana (1818) e Bahawalpur (1833).